# Châtillon (Italië)
Châtillon is een gemeente in de Italiaanse regio Aostadal en telt 4846 inwoners (31-12-2004). De oppervlakte bedraagt 39 km², de bevolkingsdichtheid is 124 inwoners per km².
De volgende frazioni maken deel uit van de gemeente: Albard, Bellecombe, Breil-de-Barrel (Petit-Breil), Gros-Breil, Bourg, Brusoncles, Brusoncles-des-Gard (Brusoncles-Dessus), Brusoncles-des-Janin (Brusoncles-Dessous), Barme-des-Antesans, Cret-de-Breil, Grange-de-Barme, Chaméran, Champlong, Fours, Ventoux, Garin, Sez-de-Val, La Fournaise, Conoz, La Verdettaz, Murate, Isseuries, Perrianaz, Chardin, Promiod, Boëttes, Francou, Arsine, Brenvey, Chancellier, Revard, Bioure, Salère, Varé, Chenez, Pointé, Étavé, Chésalet, Toniquet, Assert, Fressoney, Nissod, Travod, Domianaz, Closel, La Tour, Verlex, La Sounère, Barmusse, Crétadonaz, Cret-Blanc, Chavod, Merlin, Tour-de-Grange, Sarmasse, Barmafol, Plantin, Perolles, Soleil, Bretton, Saint-Valentin, Sellotaz, Govergnou, Cillod, Panorama, Remela, Neran, Larianaz, Gléréyaz, La Marca, Crétaz, Cloîtres, Plan-Pissin, Tornafol, Saint-Clair, Piou, Cérouic, Étrop, Pragarin, Salé, Les Îles, Les Pérolles, Taxard, Ussel, Château-d'Ussel, Biolasse, Perry, Mont Ross, Toule.

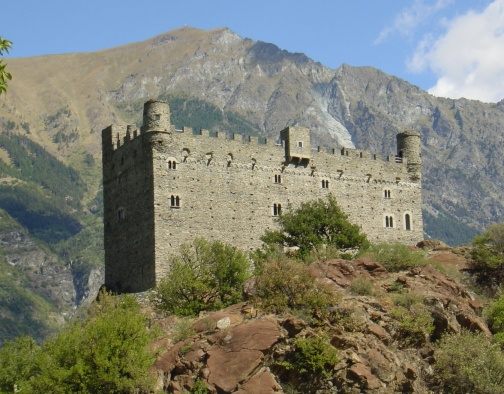
Kasteel Ussel
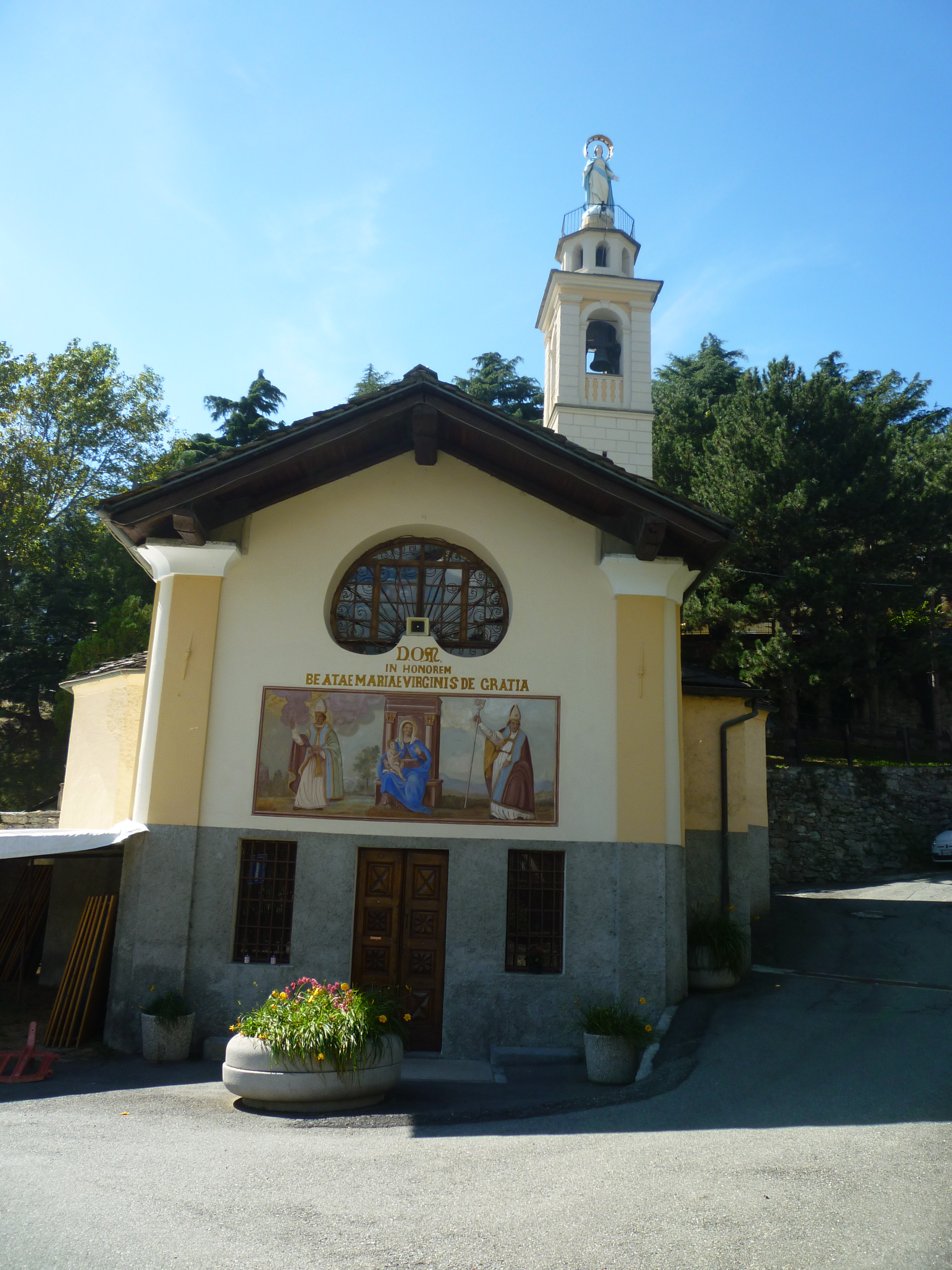
Kapel Notre-Dame-de-Grâces
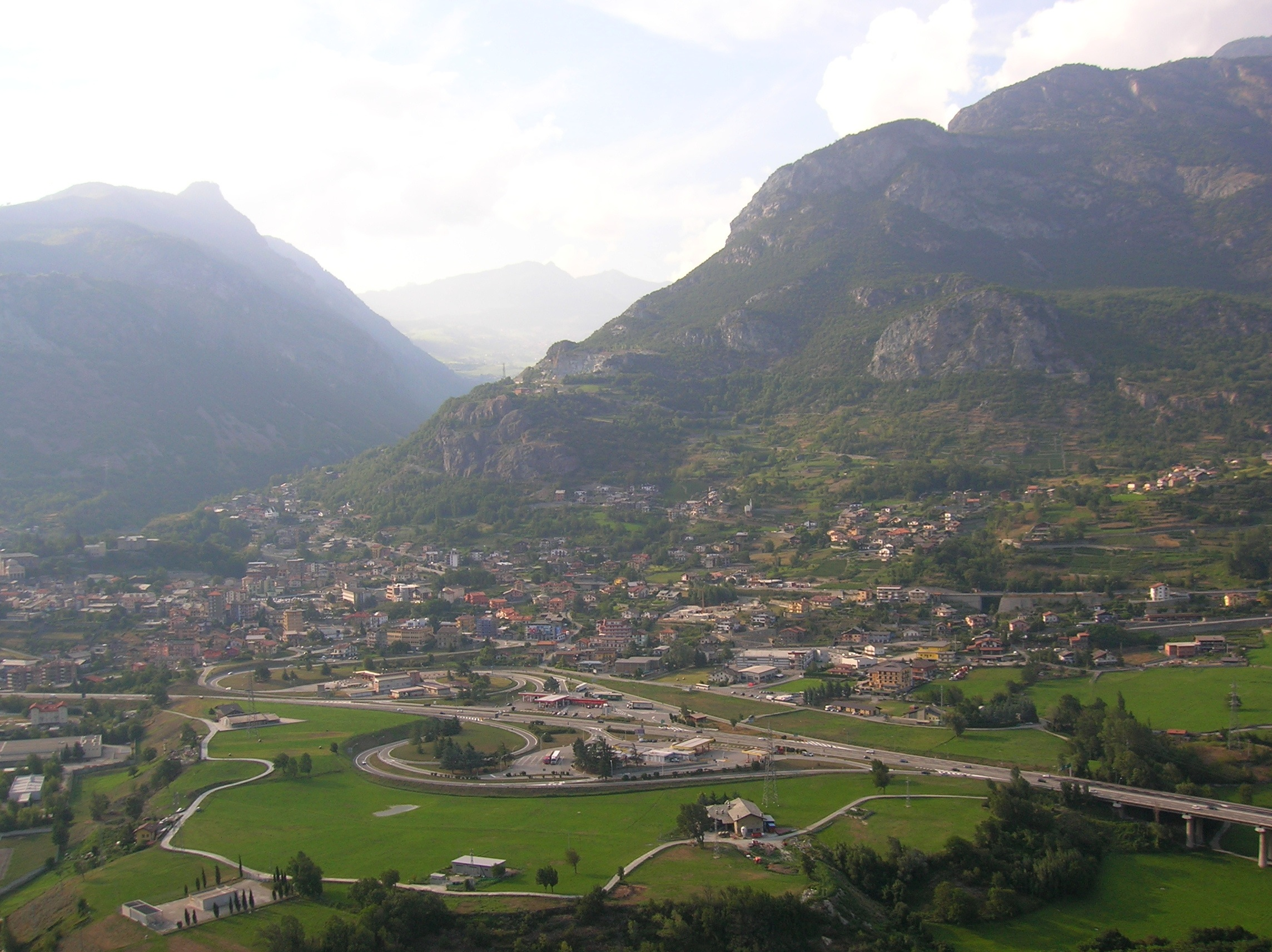
Châtillon
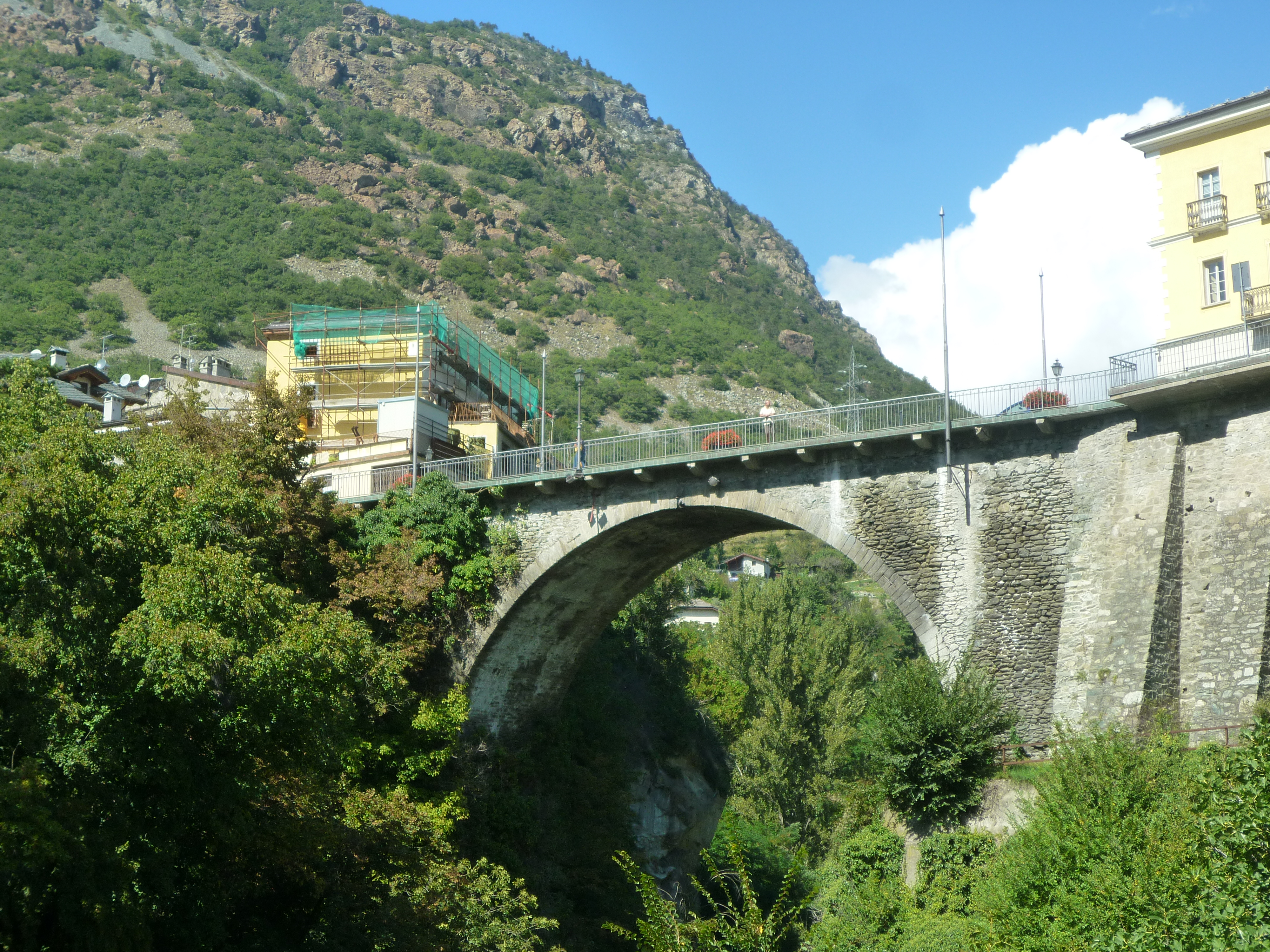
Pont-Neuf
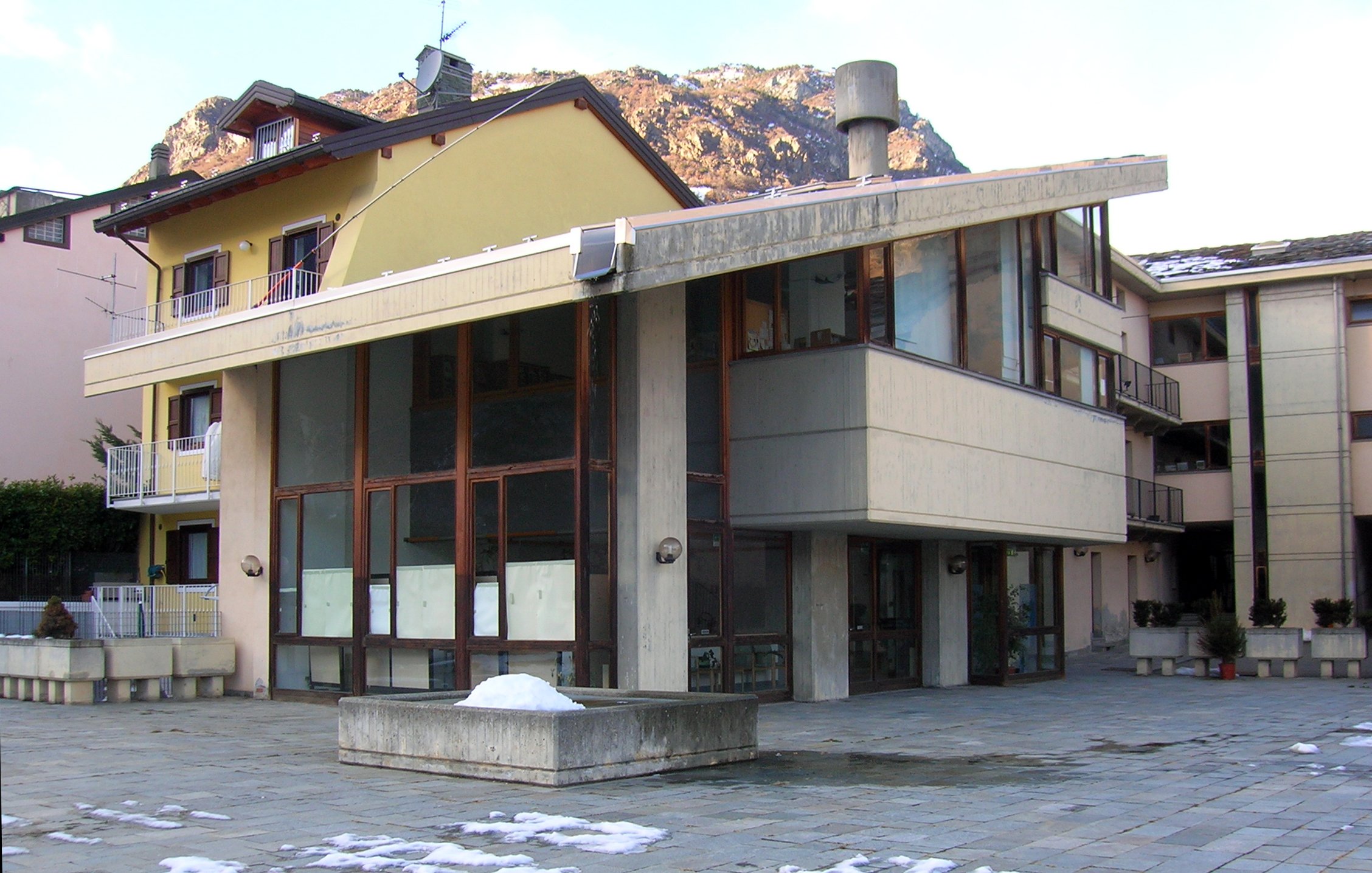
Bibliotheek

## Geografie
De gemeente ligt op ongeveer 549 m boven zeeniveau.
Châtillon grenst aan de volgende gemeenten: Antey-Saint-André, Ayas, Champdepraz, La Magdeleine, Montjovet, Pontey, Saint-Denis, Saint-Vincent, Torgnon.